# Södermanland
A Södermanland ( PRONÚNCIA), popularmente conhecida como Sörmland ( pronúncia), ocasionalmente Sudermânia (em latim: Sundermannia ou Sudermannia), é uma província histórica da Suécia.  
Está situada na região histórica da Svealand, no centro do país, e localizada a sul do grande lago Mälaren e a oeste do mar Báltico.
Está delimitada a norte pelo Lago Mälaren, a leste pelo Mar Báltico, a sul pelo golfo de Bråviken e a oeste pelo lago Hjälmaren. Apesar de ocupar apenas 2% da superfície total do país tem uma população de 1 407 887 habitantes (2023), devido a incluir a parte sul da cidade de Estocolmo. Tem fronteiras a sul com a Östergötland, a oeste com Närke e a norte com Västmanland e Uppland.
É conhecida pelo seu carácter variado, com terras planas cortadas aqui e ali por encostas e colinas onduladas. As suas áreas agrícolas alternam com florestas de árvores folhosas, interrompidas por numerosos lagos.
Como província histórica, a Södermanland não possui funções administrativas, nem significado político, mas está diariamente presente nos mais variados contextos, como por exemplo em Södermanlands FF (clube de futebol), Jägareförbundet Södermanland (associação regional de caçadores) e Södermanlands Nyheter (jornal regional).

## Etimologia e uso
Södermanland deriva das palavras nórdicas söder (sul), man (homem) e land (terra), significando "Terra dos homens do Sul" (Södermännens land, Suþermanna land em sueco antigo), isto é aqueles que viviam ao sul da Uppland.
Em textos em português costuma ser usada a forma original Södermanland, ocasionalmente transliterada para Sodermanland por adaptação tipográfica, e ocasionalmente a forma Sudermânia.

| “ | Ösmo é uma localidade ao sul de Estocolmo, na província de Södermanland | ” |

## Condados atuais
A província da Södermanland abrange o condado da Södermanland e o sul do condado de Estocolmo, assim como pequenas parcelas do condado da Västmanland e do condado da Östergötland.

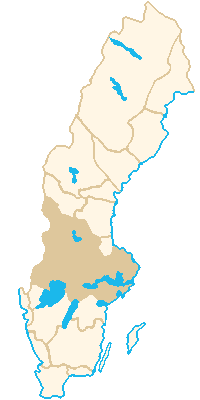
A região histórica da Svealand
A província histórica da Södermanland
O condado da Södermanland

| Condado                          | População |
| -------------------------------- | --------- |
| Parte do Condado de Estocolmo    | 837,052   |
| Condado de Södermanland          | 260,380   |
| Parte do Condado de Västmanland  | 6,743     |
| Parte do Condado da Östergötland | 436       |

## História

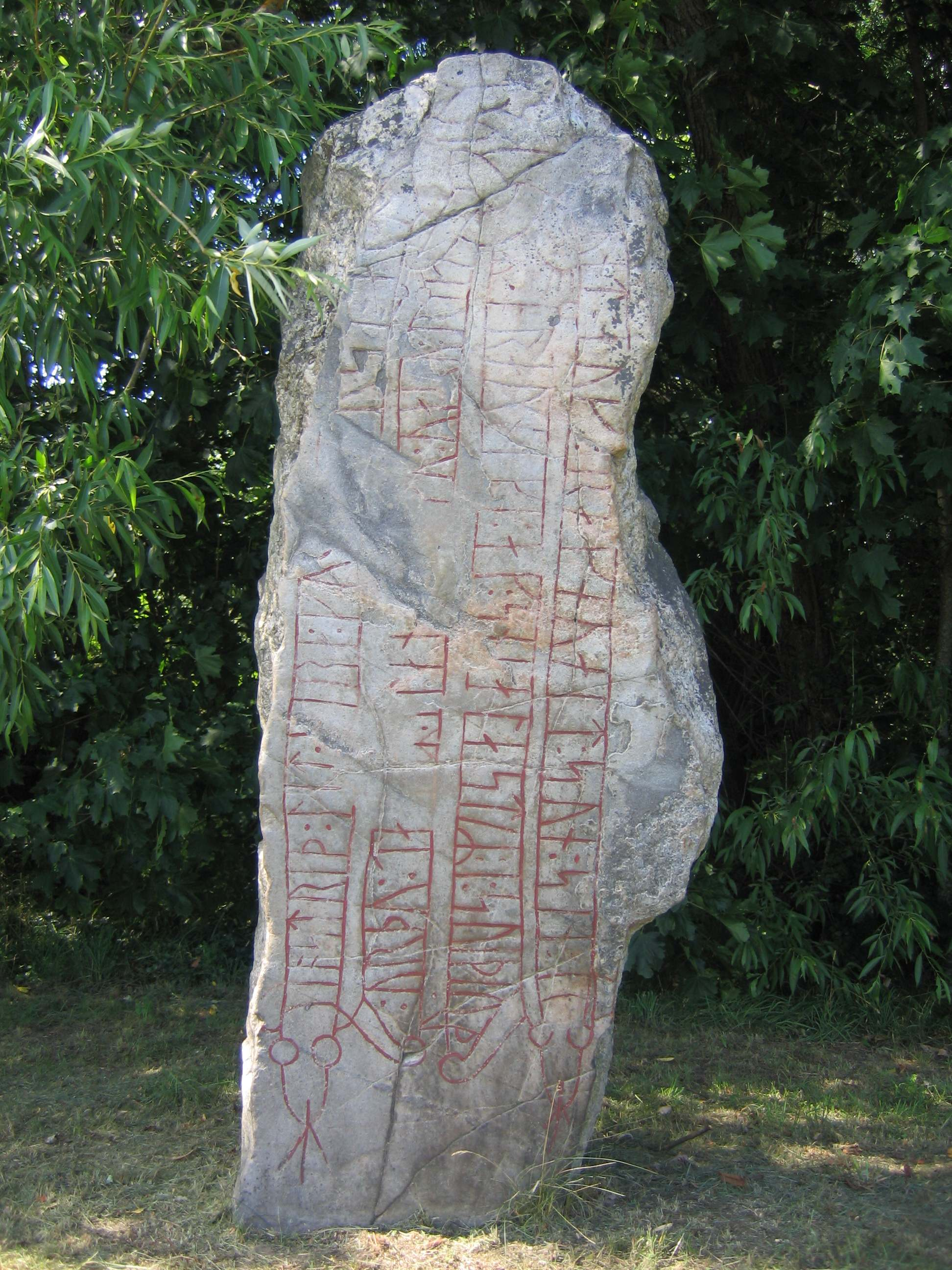
A Pedra de Aspa onde aparece a palavra Svitjod.

Os primeiros habitantes de que há conhecimento chegaram à Södermanland na Idade da Pedra, vindos provavelmente das províncias vizinhas de Östergötland e Närke. O solo da região estava então a uns 70 metros abaixo do nível dos nossos dias. Uma elevação sucessiva fez esse solo subir acima do nível do mar, conduzindo à situação atual.
Foram encontrados muitos objetos de ouro e prata da Idade do Ferro. Com a chegada da Era das Migrações Nórdicas e da Era Viking, a Södermanland destaca-se pelos seus monumentos funerários e vestígios arqueológicos. Depois da Uppland, é a província onde foram encontradas mais pedras rúnicas — umas 300. Precisamente numa dessas pedras está a primeira ocorrência da palavra Svitjod. A região pertencia à esfera de poder dos Suíones, e estava integrada nas expedições vikings, havendo um comércio intenso nessa área.
No século XII, a Södermanland foi cristianizada. Santo Eskil e São Botvid tiveram um papel importante nessa transformação religiosa. Há notícia de bispados locais em Eskilstuna e Strängnäs. Foram fundados conventos em vários pontos, pela mão das ordens dos cistercienses, dominicanos e franciscanos. A província adquiriu igualmente uma lei provincial da Södermanland (Södermannalagen) por volta do século XIV.
A Södermanland foi o palco de muitas lutas no âmbito da União de Kalmar. Em 1523, Gustavo Vasa, foi eleito rei da Suécia independente na cidade de Strängnäs. Uma era de poder e prosperidade foi iniciada.

## Heráldica
O brasão de armas foi concedido em 1560 por ocasião do funeral do rei Gustav Vasa. Mostra um grifo – um animal imaginário com a força do leão e a rapidez da águia – contra um fundo amarelo. Possivelmente, está relacionado com Bo Jonsson Grip, um poderoso senhor feudal do século XIV.

## Geografia
A pequena província histórica da Södermanland é constituída por terras baixas, com numerosas planícies, lagos, florestas de pinheiros e bosques de bétulas e carvalhos, e ainda um arquipélago costeiro com milhares de ilhas e recifes. Região de paisagens variadas, sem grandes surpresas, inspirou poetas, escritores e pintores. Na época do Império Sueco, muitas famílias nobres construíram aí as suas casas senhoriais, gozando do idílio campestre e da proximidade a Estocolmo.
| - Limites: Norte - Uppland e Västmanland, Leste - Mar Báltico, Sul - Östergötland, Oeste - Närke - Condados: Condado de Södermanland , Condado de Estocolmo - Rios: Rio Nyköping - Canal – Canal do Hjälmaren - Lagos: Mälaren, Hjälmaren, Båven - Ilhas: Arquipélago costeiro com 3 000 ilhas - Cidades: Eskilstuna, Katrineholm, Nyköping, Nynäshamn, Oxelösund, Estocolmo, Södertälje |

### População
Apesar de ser uma província relativamente pequena, a sua população ascendia a 1 360 321, em dados de 2018. Isto é devido ao facto da parte sul de Estocolmo — onde está concentrada a maior parte da população — pertencer geograficamente à província histórica da Södermanland.

### Cidades
- Eskilstuna (1659)
- Flen (1949)
- Katrineholm (1917)
- Mariefred (1605)
- Nacka (1949)
- Nyköping (1187)
- Nynäshamn (1946)
- Oxelösund (1950)
- Estocolmo (1250)
- Strängnäs (1336)
- Södertälje (ca 1000)
- Torshälla (1317)
- Trosa (ca 1300)

### Comunas
| - Condado da Södermanland - Eskilstuna - Flen - Gnesta - Katrineholm - Nyköping - Oxelösund - Strängnäs - Trosa - Vingåker | - Condado de Estocolmo - Botkyrka - Ekerö - Haninge - Huddinge - Nacka (parcialmente) - Nykvarn - Nynäshamn - Salem - Stockholm (parcialmente) - Södertälje - Tyresö - Värmdö (parcialmente) | - Västmanland - Kungsör (parcialmente) | - Condado da Östergötland - Norrköping (parcialmente) |

## Comunicações

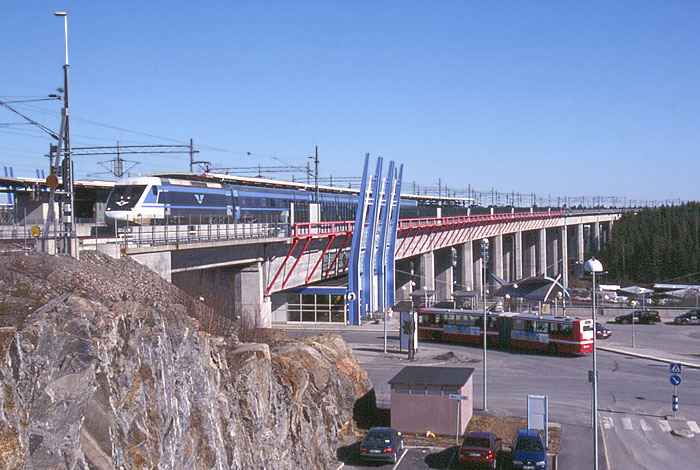
A estação Södertälje Syd, em Södertälje.

A província da Södermanland é atravessada pela estrada europeia E4 (de nordeste a sudoeste, em paralelo à orla costeira do Mar Báltico, passando pelas cidades de Nyköping, Södertälje e Estocolmo), e pela E20 (de leste para oeste, em paralelo ao lago Mälaren, passando pelas cidades de Eskilstuna, Strängnäs, Södertälje e Estocolmo).

Katrineholm, e sobretudo Södertälje, são importantes nós ferroviários onde convergem várias linhas férreas: Estocolmo-Södertälje-Katrineholm-Gotemburgo, Estocolmo-Södertälje-Nyköping-Malmö e Estocolmo-Eskilstuna-Karlstad.

A província dispõe de um grande porto em Oxelösund e de um aeroporto internacional em Skavsta, perto de Nyköping.

| - Estradas europeias: E4, E20 - Ferrovias: Estocolmo-Södertälje-Katrineholm-Gotemburgo, Estocolmo-Södertälje-Nyköping-Malmö, Estocolmo-Eskilstuna-Karlstad - Aeroportos: Skavsta - Portos: Oxelösund - Canais: Canal de Södertälje, Canal do Hjälmaren |

## Património histórico, cultural e turístico
Habitada desde a Idade da Pedra, a Södermanland é rica em campos funerários, pedras rúnicas e igrejas medievais. De data mais recente, abundam as casas senhoriais e os palácios da antiga nobreza sueca. Das construções, a mais impressionante talvez seja o castelo de Gripsholm, perto do qual está a pedra rúnica de Gripsholm, típica da Era Viquingue.
- Castelo de Gripsholm (Gripsholms slott)
- Castelo de Nyköping (Nyköpingshus)
- Palácio de Tullgarn (Tullgarn)
- Catedral de Strängnäs (Strängnäs domkyrka)
- Cemitério de Skogskyrkogården (Skogskyrkogården; Património Mundial da UNESCO.[31])
- Floresta de Kolmården (Kolmården)
- Julita (Julita gård)
- Trilho da Sörmland (Sörmlandsleden)

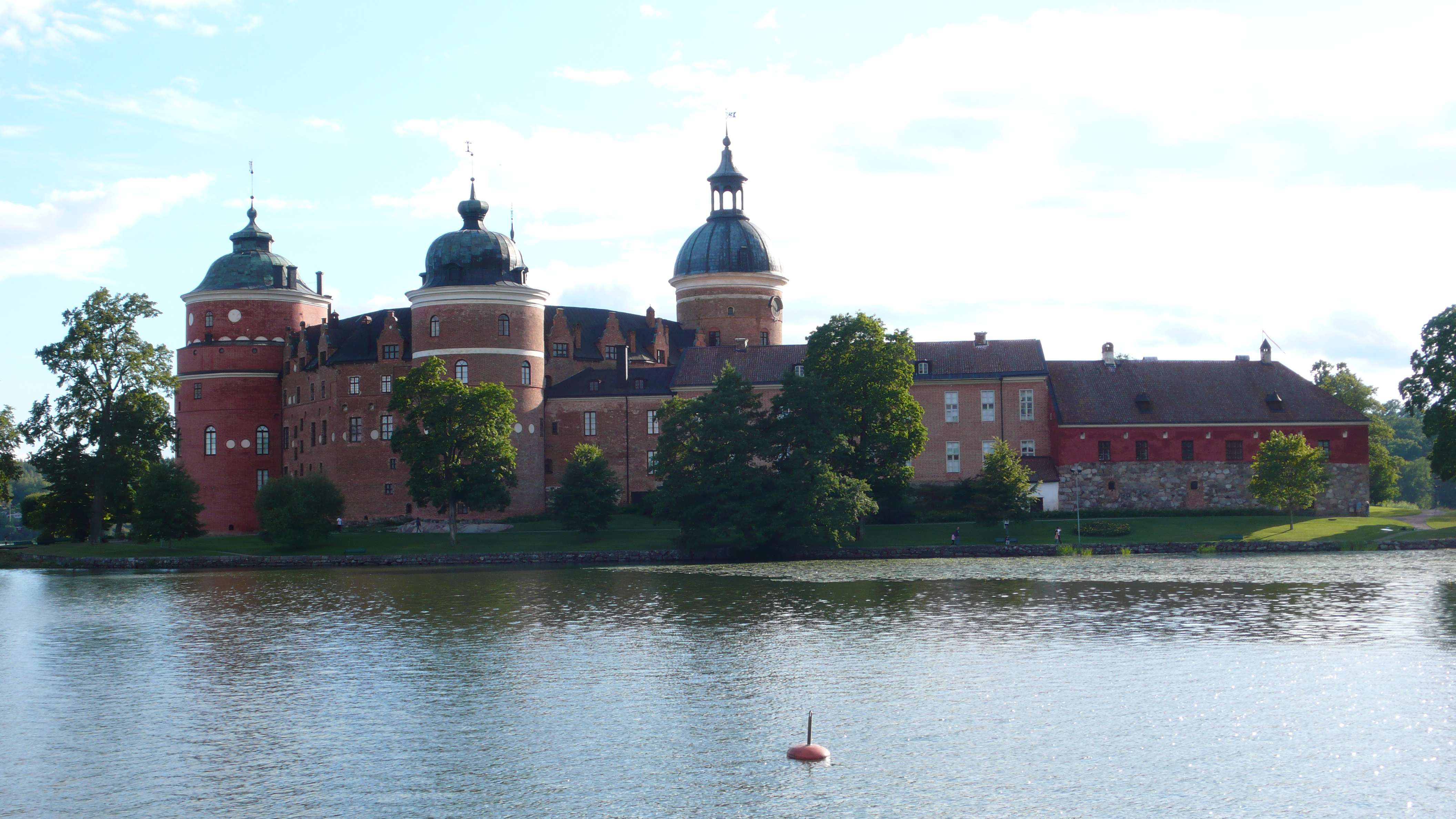
Castelo de Gripsholm
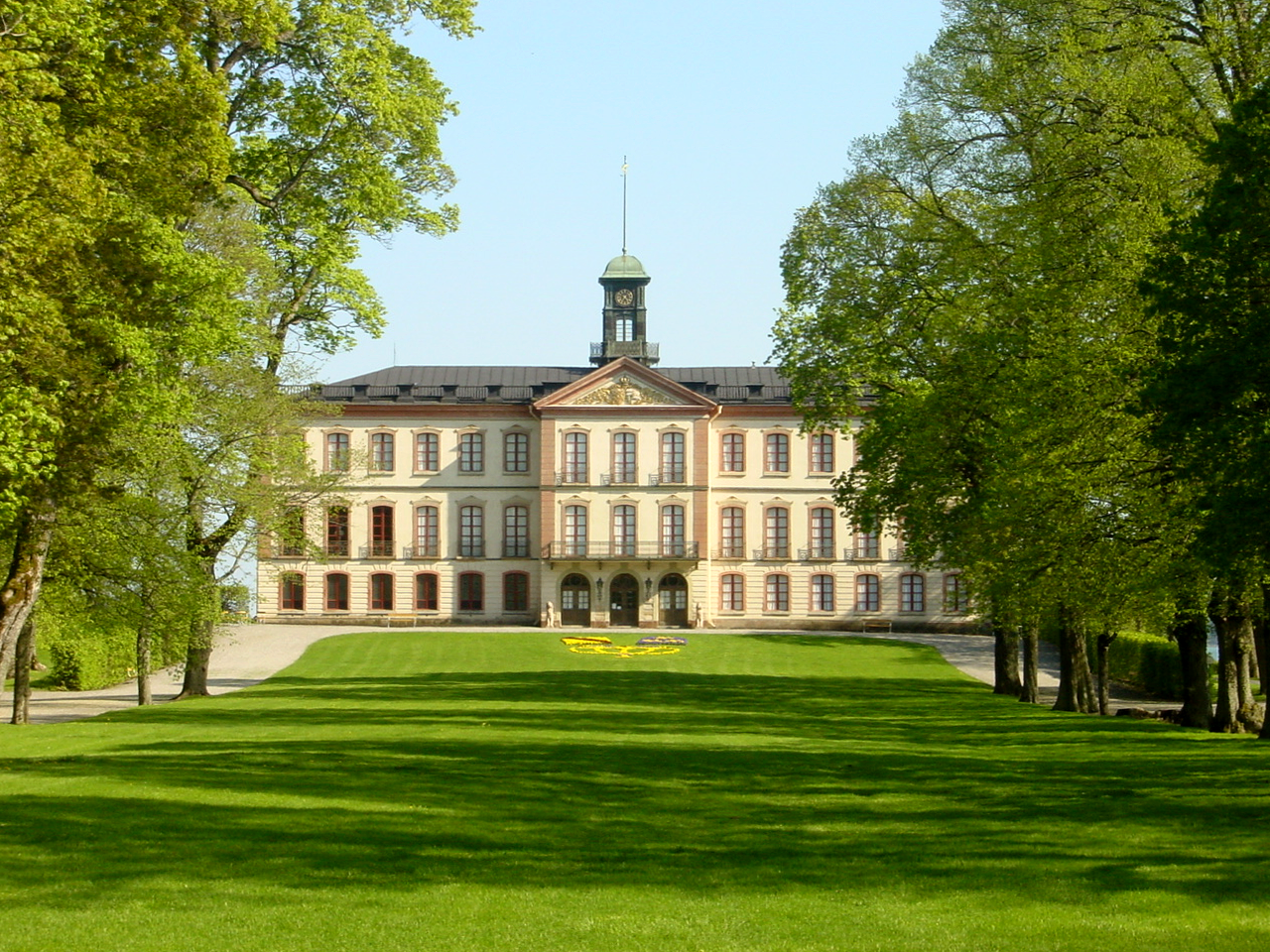
Palácio de Tullgarn
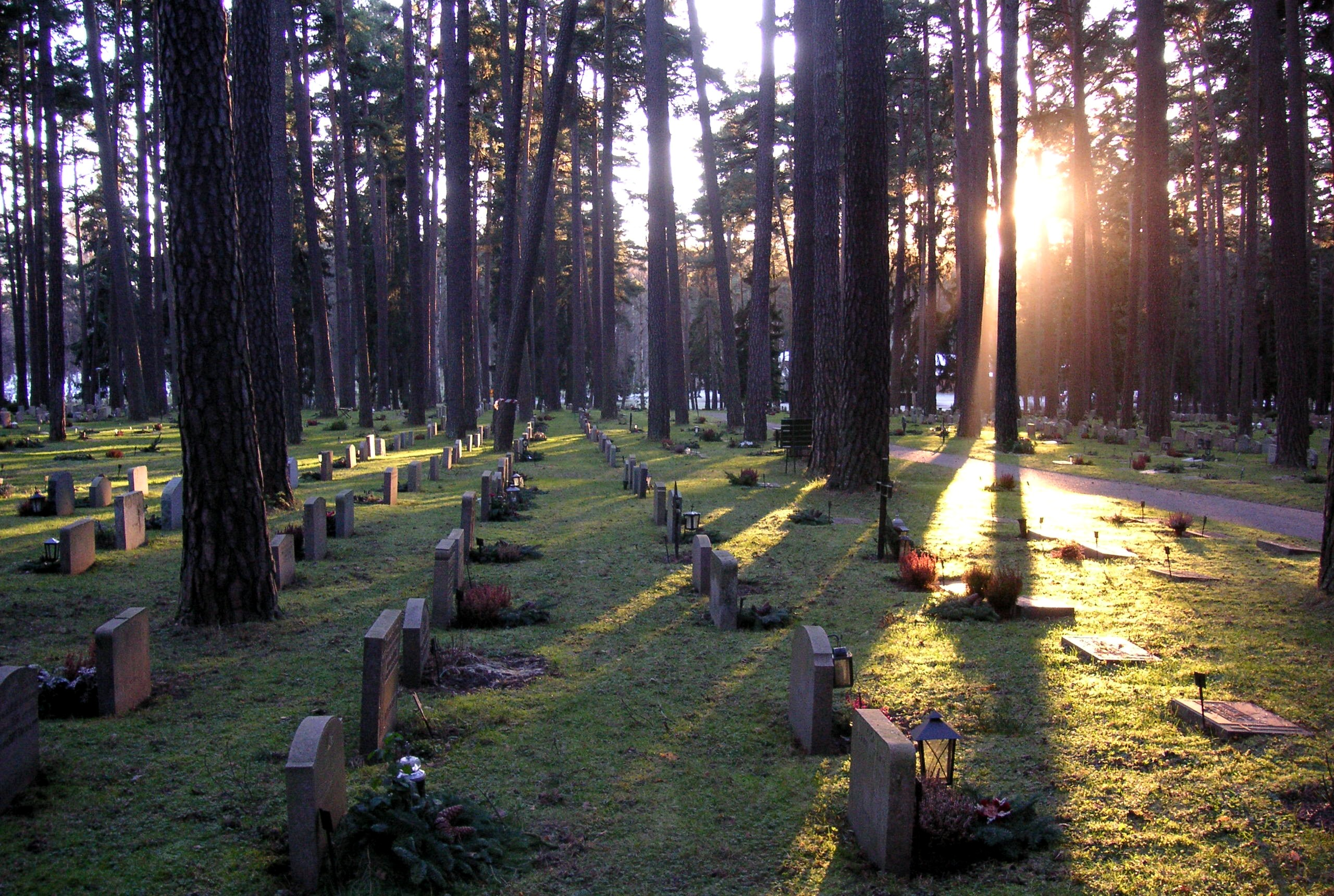
Cemitério do Bosque
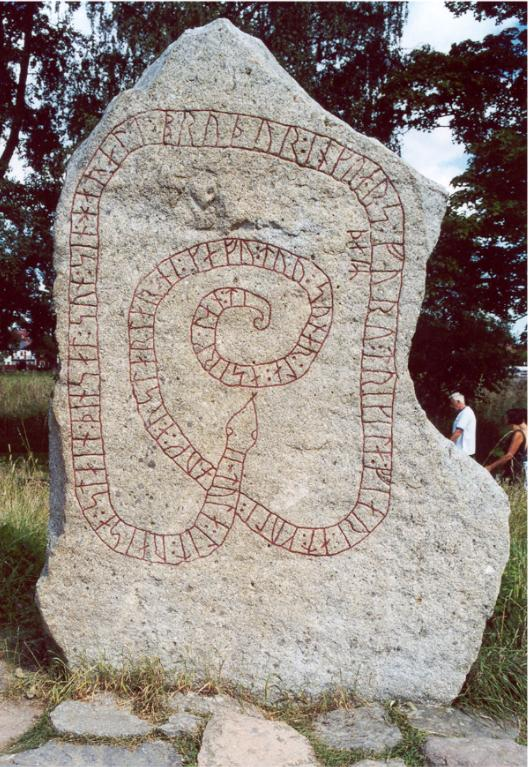
Pedra de Gripsholm
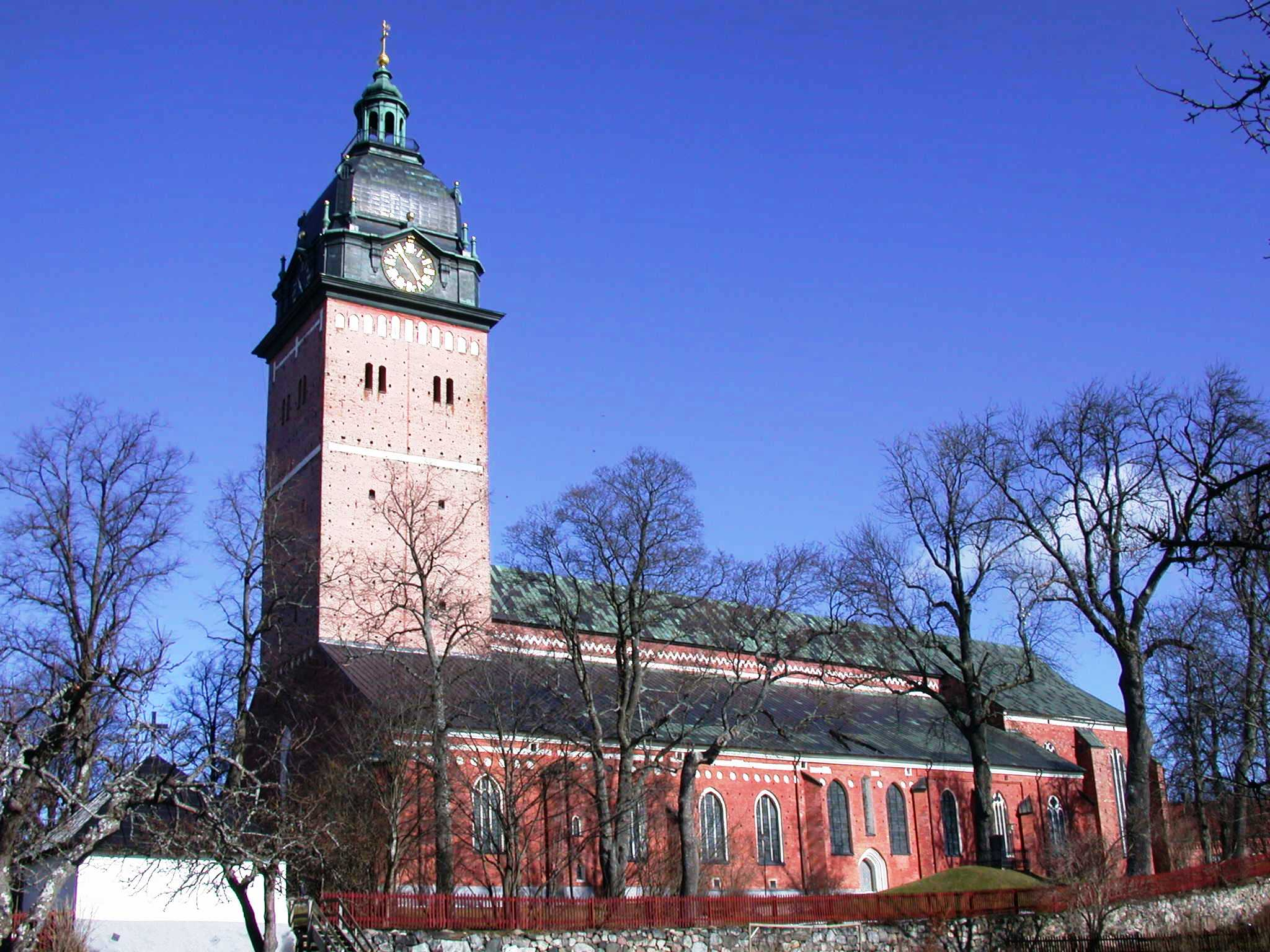
Catedral de Strängnäs
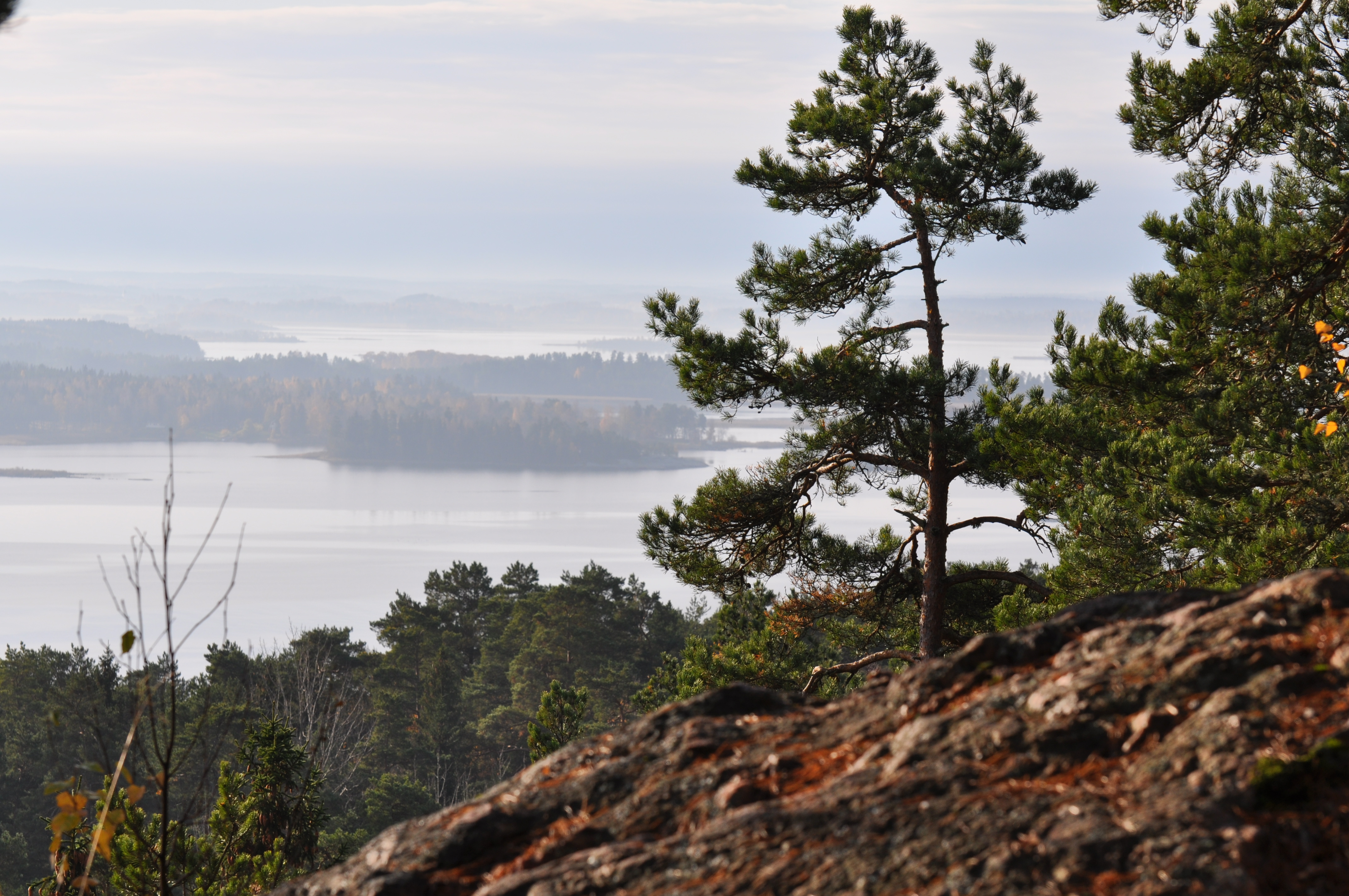
A Floresta de Kolmården separa a Södermanland da Östergötland
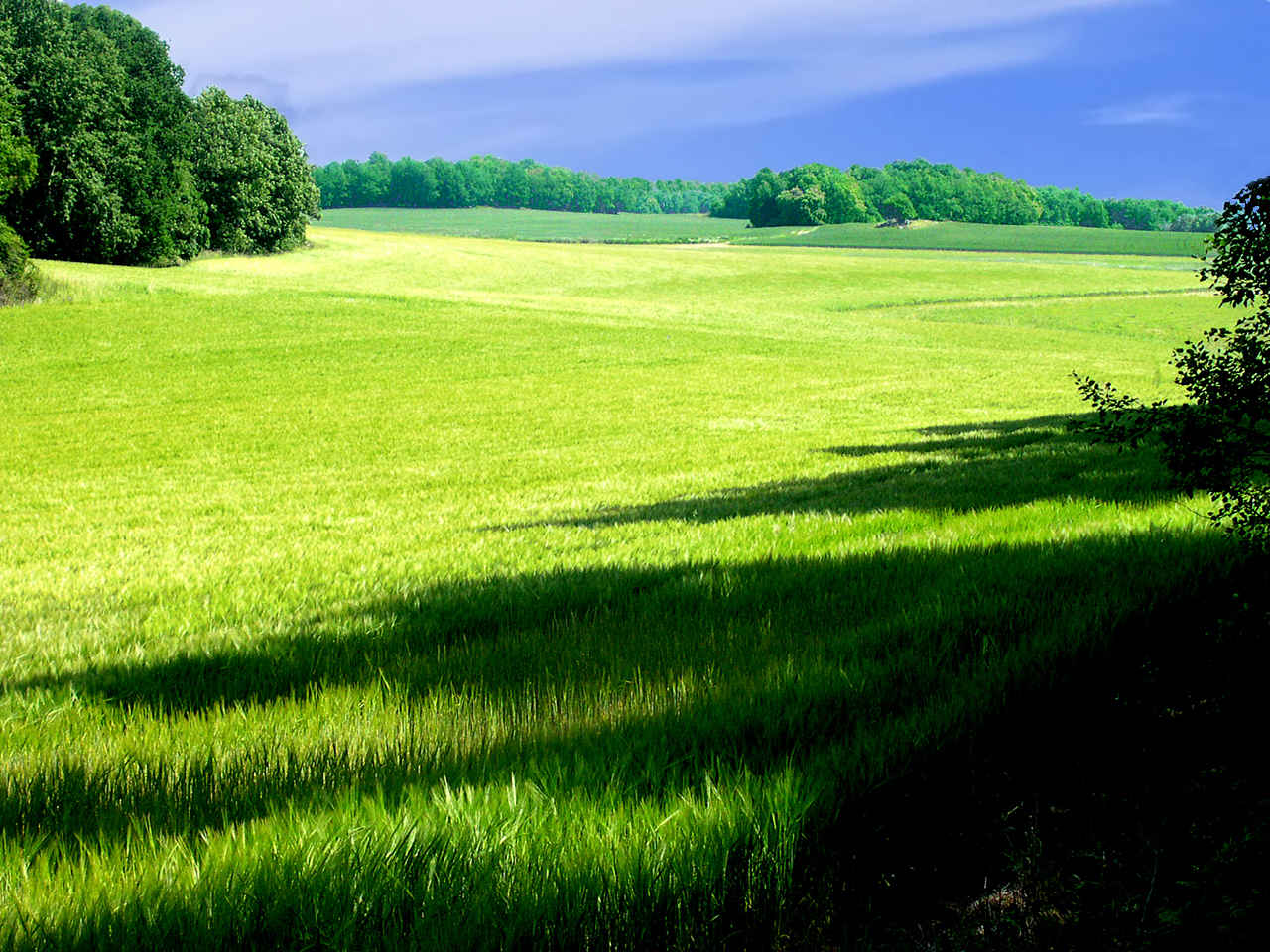
Uma planície da Södermanland
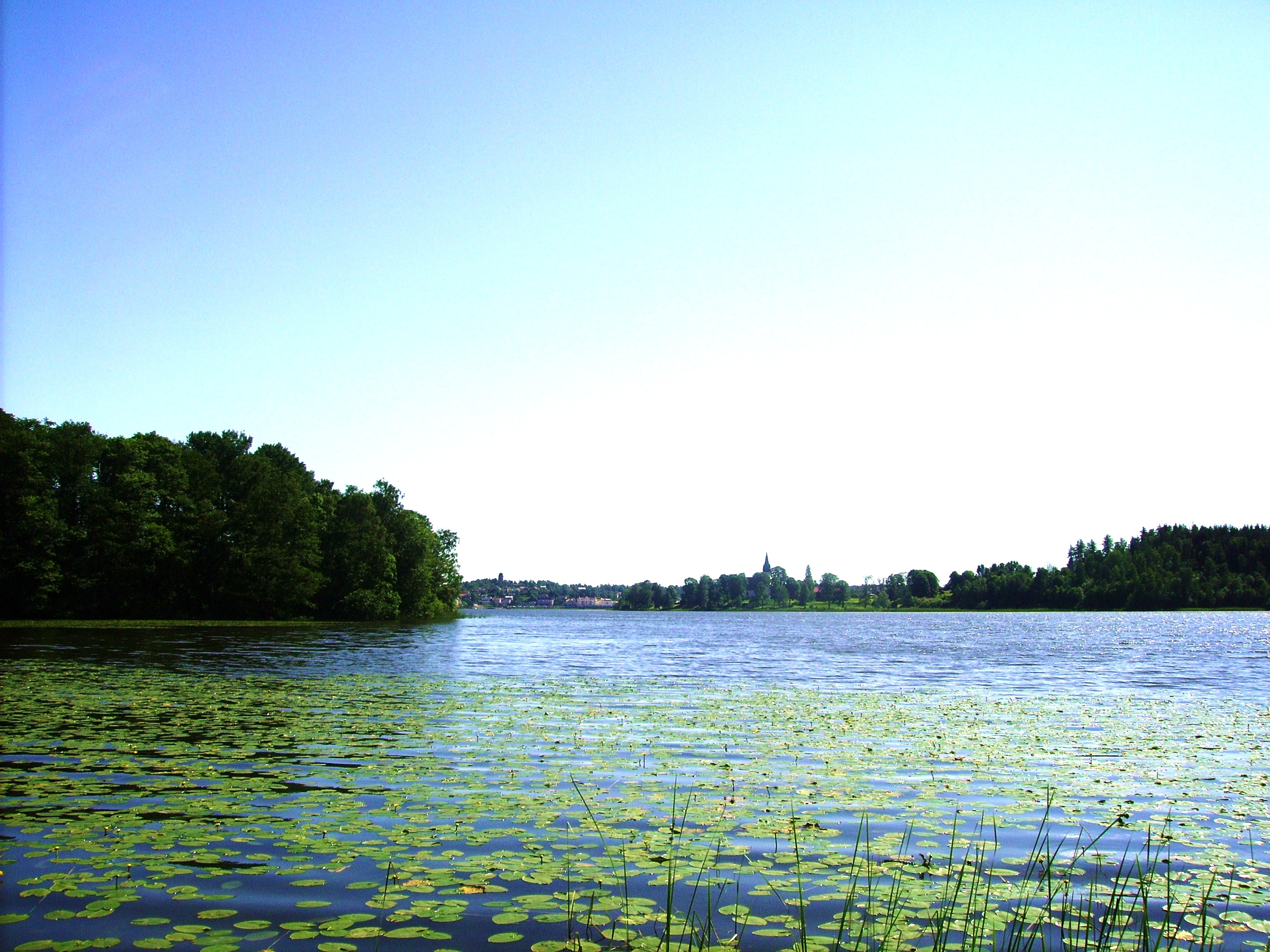
Um lago da Södermanland
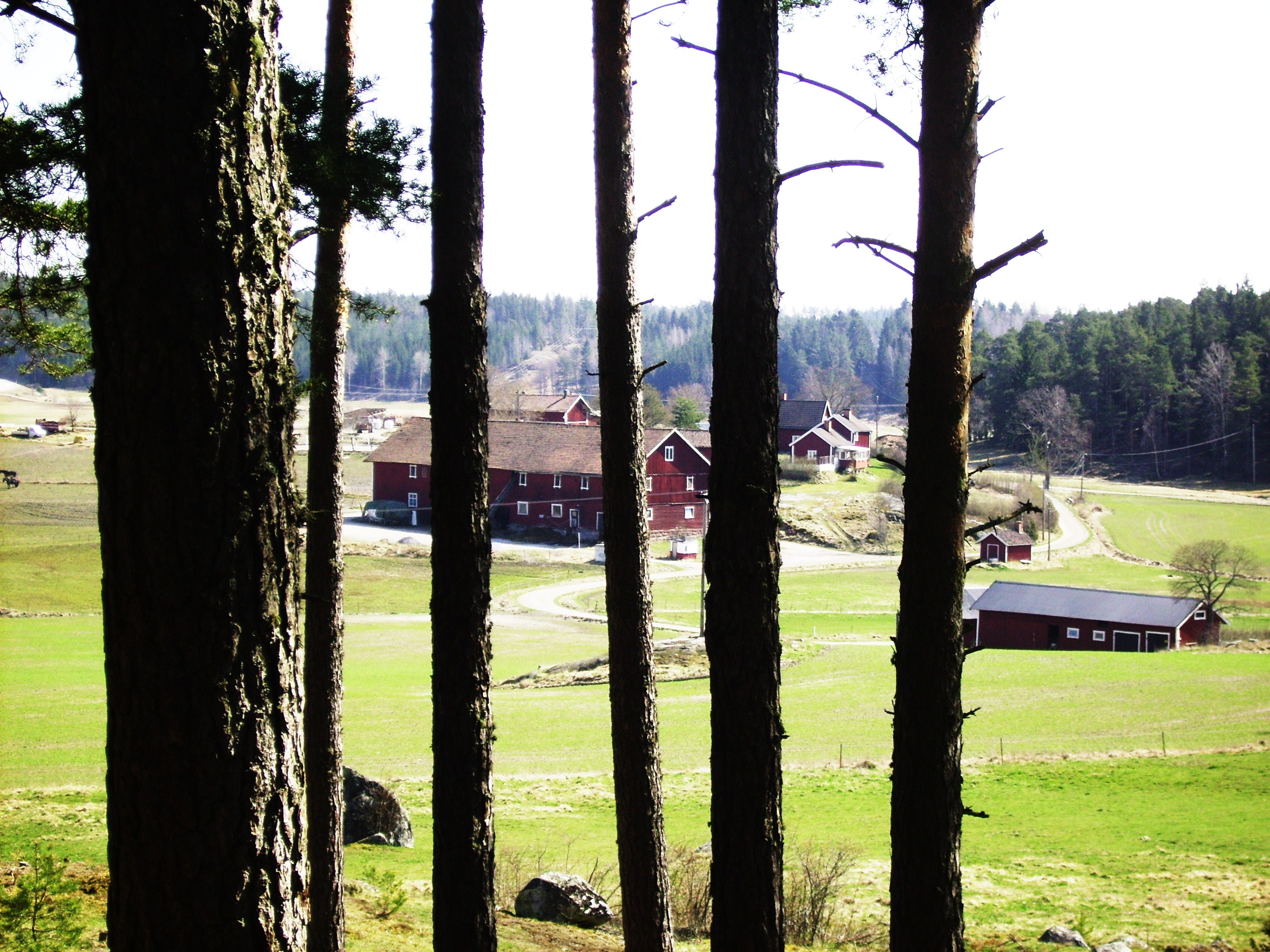
Uma paisagem tradicional da Södermanland
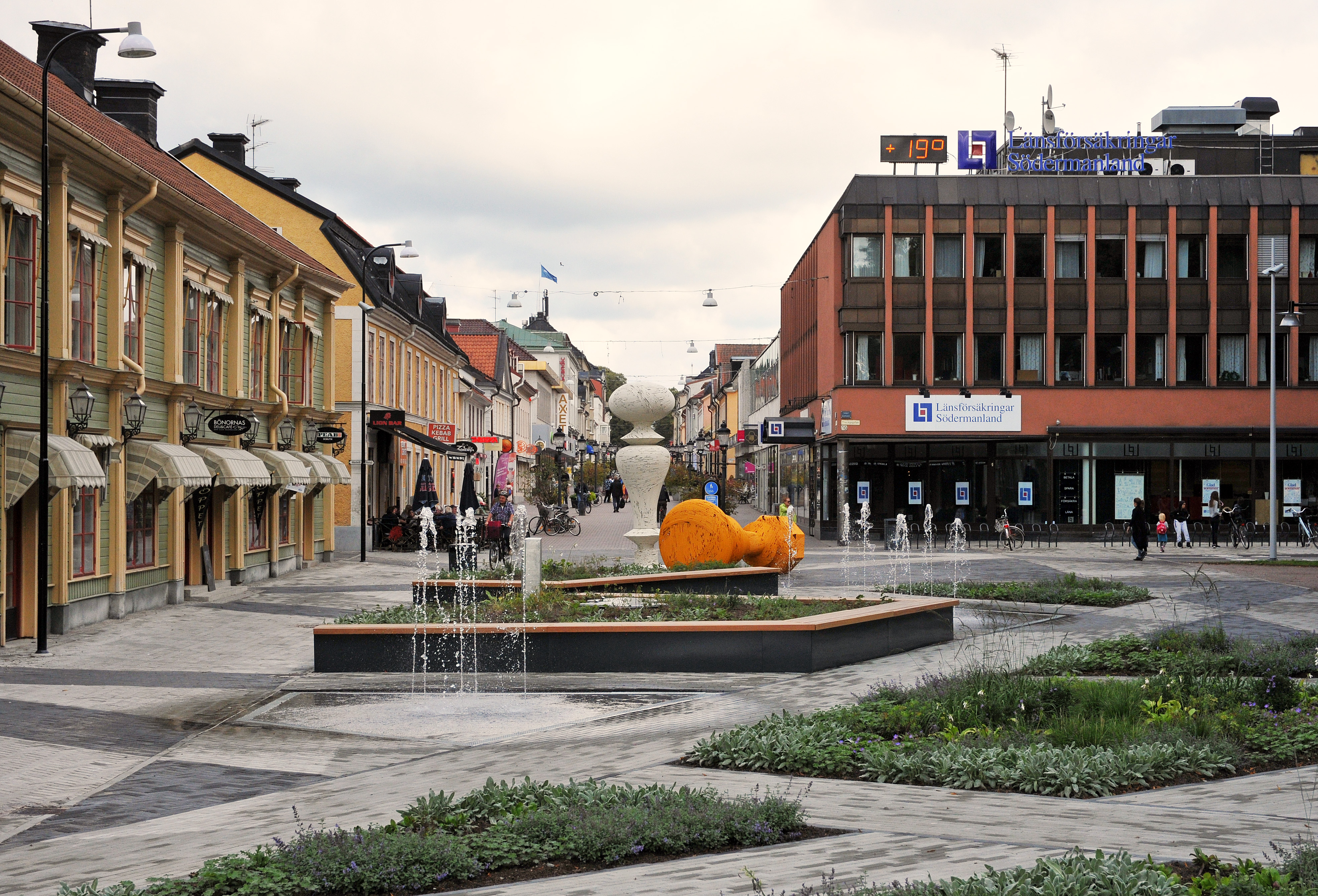
Uma praça na cidade de Nyköping